# Ornia
Ornia u Ornea es, en la mitología griega, la ninfa de la primavera. Esta ninfa es hija del dios fluvial Asopo y de Metope. Es mencionada por Diodoro Sículo.
Dio su nombre a una fuente de la ciudad de Orneas, en el Peloponeso, en el sur de Grecia.